# Coleophora skanesella
Coleophora skanesella é uma espécie de mariposa do gênero Coleophora pertencente à família Coleophoridae.